# Green Jellÿ
Green Jellÿ – amerykańska grupa wykonująca szeroko pojętą muzykę rockową. Powstała w 1981 roku w  Kenmore w Nowym Jorku, pozostała aktywna do końca 1995 roku. W 2008 roku formacja wznowiła działalność.

## Historia
Grupa powstała w 1981 roku w Kenmore w Nowym Jorku z inicjatywy Billa Manspeakera i Joego Cannizzaro, początkowo pod nazwą Green Jellö. W 1984 roku ukazało się pierwsze wydawnictwo zespołu Let It Be. W 1989 roku nakładem February 29th Records ukazał się debiutancki album studyjny zespołu zatytułowany Triple Live Möther Gööse at Budokan. W 1991 roku na kasecie VHS ukazał się wideo album pt. Cereal Killer. Pochodzący z płyty singiel "Three Little Pigs" dotarł do 17. miejsca listy Billboard Hot 100. 
W 1992 roku w wyniku procesu sądowego wytoczonego przez firmę Kraft Foods właściciela marki Jell-O, zespół został zmuszony do przyjęcia nazwy Green Jellÿ. W 1993 roku drugi album został wznowiony na płycie CD pt. Cereal Killer Soundtrack. Ciesząca się popularnością w Stanach Zjednoczonych płyta dotarła do 23. miejsca listy Billboard 200. Również w 1993 roku ukazały się dwa minialbumy Green Jellö SUXX i Three Little Pigs - The Remixes. 
W 1994 roku został wydany kolejny album pt. 333. Wydawnictwo ukazało się na płycie CD oraz w formie wideo na kasecie VHS oraz otrzymało nominację do nagrody Grammy. W 1995 roku ukazał się singiel I'm the Leader of the Gang (I Am) zrealizowany z udziałem Hulka Hogana. Kompozycja uplasowała się na 25. miejscu brytyjskiej listy przebojów. Wkrótce potem zespół został rozwiązany. 
W 2008 roku muzycy wznowili działalność. Tego samego roku na płytach DVD ukazały się również reedycje albumów Cereal Killer i 333, dostępne w sprzedaży tylko podczas koncertów zespołu. 13 października 2009 roku został wydany czwarty album długogrający pt. Musick to Insult Your Intelligence By.

## Dyskografia
| Albumy - Triple Live Möther Gööse at Budokan (1989) - Cereal Killer (1991) - Cereal Killer Soundtrack (1993) - 333 (1994) - Musick to Insult Your Intelligence By (2009) Minialbumy - Let It Be (1984) - Green Jellö SUXX (1993) - Three Little Pigs - The Remixes (1993) | Single - "Three Little Pigs" (1992) - "Anarchy in the UK" (1993) - "Electric Harley House (Of Love)" (1993) - "House Me Teenage Rave" (1993) - "Three Little Pigs" (1993, reedycja) - "The Bear Song" (1994) - "Slave Boy" (1994) - "I'm the Leader of the Gang (I Am)" (1995) |

## Nagrody i wyróżnienia
- Nominacja do nagrody amerykańskiego przemysłu fonograficznego Grammy w kategorii best long form video (wideo album 333)[4]